# Джорджія-Мей Фентон
Джорджія-Мей Фентон (англ. Georgia-Mae Fenton, нар. 2 листопада 2000, Грейвзенд) — британська гімнастка. Учасниця чемпіонатів світу та Європи.

## Спортивна кар'єра
Тренується в клубі Східного Лондону у Лорейн Аткінсон.

#### 2017
На дебютному в дорослій збірній Великої Британії чемпіонаті світу, що проходив у жовтні в Монреалі, в кваліфікації виконувала вправу на різновисоких брусах, де продемонструвала 10 результат, що не дало змоги кваліфікуватися до фіналу, однак, дозволило продемонструвати коронний елемент одночасно з бельгійською гімнасткою Ніною Дервал, який рішенням Міжнародної федерації гімнастики отримав ім'я «Дервал/Фентон».

#### 2018
На чемпіонаті Європи в Глазго, Велика Британія, посіла восьме місце у вільних вправах.
В Досі, Катар, на чемпіонаті світу разом з Еліссою Дауні, Ребеккою Дауні, Еліс Кінселлою та Келлі Сімм посіла дев'яте місце, в фінали окремих видів не кваліфікувалась.

#### 2019
На чемпіонаті світу 2019 року у командному фіналі разом з Еліссою Дауні, Ребеккою Дауні, Еліс Кінселлою та Теєю Джеймс посіли шосте місце, що дозволило здобули командну олімпійську ліцензію на Літні Олімпійські ігри 2020 у Токіо, Японія. В фінали окремих видів не кваліфікувалась. 

## Результати на турнірах
| Рік  | Змагання                | КБ | ІБ | Опорний стрибок | Різновисокі бруси | Колода | Вільні вправи |
| ---- | ----------------------- | -- | -- | --------------- | ----------------- | ------ | ------------- |
| 2017 | Чемпіонат світу         |    |    |                 |                   |        |               |
| 2018 | Чемпіонат Європи        |    |    |                 |                   |        | 8             |
| 2018 | Чемпіонат світу         | 9  |    |                 |                   |        |               |
| 2019 | Чемпіонат світу         | 6  |    |                 |                   |        |               |
| 2021 | Чемпіонат світу         |    | 17 |                 |                   |        |               |
| 2024 | Кубок виклику в Анталії |    |    |                 | 3                 | 5      | 4             |
| 2024 | Олімпійські ігри        | 4  | 18 |                 |                   |        |               |

## Іменний елемент
Елемент різновисоких брусів "The Derwael/Fenton" було названо на честь двох гімнасток Джорджії-Мей Фентон та Ніни Дервал, які виконали його на чемпіонаті світу 2017 року в Монреалі, Канада.